# 任敖墓
任敖墓，位于中国河北省邢台市城关镇丘底村，为邢台市隆尧县的一个省级文物保护单位，类型为古墓葬，公布时间为2001年2月7日。
任敖墓的历史年代为西汉。